# Down Beat
Down Beat (etableret 1935 i Chicago) er et amerikansk tidsskrift om jazz.
Det er bl.a.
kendt for sine årlige kåringer af årets artist i forskellige kategorier af instrument, udført af læsere (Readers poll) såvel som kritikere (Critics poll), samt egne kategorier for "Rising Star" (talent).

## Hall of Fame
Magasinet har sin egen "Hall of Fame" i Orlando, der finder man bl.a. et udvalg vindere fra kåringerne.
| Year | Readers Poll         | Critics Poll                           |
| 1952 | Louis Armstrong      |                                        |
| 1953 | Glenn Miller         |                                        |
| 1954 | Stan Kenton          |                                        |
| 1955 | Charlie Parker       |                                        |
| 1956 | Duke Ellington       |                                        |
| 1957 | Benny Goodman        |                                        |
| 1958 | Count Basie          |                                        |
| 1959 | Lester Young         |                                        |
| 1960 | Dizzy Gillespie      |                                        |
| 1961 | Billie Holiday       | Coleman Hawkins                        |
| 1962 | Miles Davis          | Bix Beiderbecke                        |
| 1963 | Thelonious Monk      | Jelly Roll Morton                      |
| 1964 | Eric Dolphy          | Art Tatum                              |
| 1965 | John Coltrane        | Earl Hines                             |
| 1966 | Bud Powell           | Charlie Christian                      |
| 1967 | Billy Strayhorn      | Bessie Smith                           |
| 1968 | Wes Montgomery       | Sidney Bechet & Fats Waller            |
| 1969 | Ornette Coleman      | Pee Wee Russell & Jack Teagarden       |
| 1970 | Jimi Hendrix         | Johnny Hodges                          |
| 1971 | Charles Mingus       | Roy Eldridge & Django Reinhardt        |
| 1972 | Gene Krupa           | Clifford Brown                         |
| 1973 | Sonny Rollins        | Fletcher Henderson                     |
| 1974 | Buddy Rich           | Ben Webster                            |
| 1975 | Cannonball Adderley  | Cecil Taylor                           |
| 1976 | Woody Herman         | King Oliver                            |
| 1977 | Paul Desmond         | Benny Carter                           |
| 1978 | Joe Venuti           | Rahsaan Roland Kirk                    |
| 1979 | Ella Fitzgerald      | Lennie Tristano                        |
| 1980 | Dexter Gordon        | Max Roach                              |
| 1981 | Art Blakey           | Bill Evans                             |
| 1982 | Art Pepper           | Fats Navarro                           |
| 1983 | Stéphane Grappelli   | Albert Ayler                           |
| 1984 | Oscar Peterson       | Sun Ra                                 |
| 1985 | Sarah Vaughan        | Zoot Sims                              |
| 1986 | Stan Getz            | Gil Evans                              |
| 1987 | Lionel Hampton       | Johnny Dodds, Thad Jones, Teddy Wilson |
| 1988 | Jaco Pastorius       | Kenny Clarke                           |
| 1989 | Woody Shaw           | Chet Baker                             |
| 1990 | Red Rodney           | Mary Lou Williams                      |
| 1991 | Lee Morgan           | John Carter                            |
| 1992 | Maynard Ferguson     | James P. Johnson                       |
| 1993 | Gerry Mulligan       | Edward Blackwell                       |
| 1994 | Dave Brubeck         | Frank Zappa                            |
| 1995 | J.J. Johnson         | Julius Hemphill                        |
| 1996 | Horace Silver        | Artie Shaw                             |
| 1997 | Nat King Cole        | Tony Williams                          |
| 1998 | Frank Sinatra        | Elvin Jones                            |
| 1999 | Milt Jackson         | Betty Carter                           |
| 2000 | Clark Terry          | Lester Bowie                           |
| 2001 | Joe Henderson        | Milt Hinton                            |
| 2002 | Antonio Carlos Jobim | John Lewis                             |
| 2003 | Ray Brown            | Wayne Shorter                          |
| 2004 | McCoy Tyner          | Roy Haynes                             |
| 2005 | Herbie Hancock       | Steve Lacy                             |
| 2006 | Jimmy Smith          | Jackie McLean                          |
| 2007 | Michael Brecker      | Andrew Hill                            |
| 2008 | Keith Jarrett        | Joe Zawinul                            |

## Ekstern henvisning
- Down Beat Magazine Arkiveret 20. november 2012 hos  Wayback Machine

## Reference
1. ↑  "BMI Jazz Greats Sweep 'Downbeat' Critics Poll". bmi.com. Arkiveret fra originalen 18. juni 2009. Hentet 2008-11-14.
2. ↑  "BMI Jazz Giants Score in Down Beat 2007 Critics Poll". bmi.com. Arkiveret fra originalen 2. december 2008. Hentet 2008-11-14.
3. ↑  "BMI Jazz Composers Top 'Downbeat' Readers Poll". bmi.com. Arkiveret fra originalen 18. juni 2009. Hentet 2008-11-14.